# Katarzyna Piterová
Katarzyna Piterová (* 16. února 1991 Poznaň) je polská profesionální tenistka. Ve své dosavadní kariéře vyhrála na okruhu WTA Tour čtyři deblové turnaje. První z nich vybojovala s Mladenovicovou na Internazionali Femminili di Palermo 2013. V rámci okruhu ITF získala osm titulů ve dvouhře a dvacet šest ve čtyřhře.
Na žebříčku WTA byla ve dvouhře nejvýše klasifikována v květnu 2014 na 95. místě a ve čtyřhře pak v dubnu 2025 na 50. místě. Trénuje ji bratr Jakub Piter. Na přípravě se podílí také rodiče Dariusz a Renata Piterovi.
Premiérové finále na okruhu WTA Tour si zahrála na druhém ročníku červnového E-Boks Danish Open 2011 v Kodani, kde po boku Francouzky Kristiny Mladenovicové prohrály finále čtyřhry se švédsko-německým párem Johanna Larssonová a Jasmin Wöhrová. První titul v této úrovni ženského tenisu si připsala o dva roky později poté, co opět s Mladenovicovou opanovaly antukovou událost Internazionali Femminili di Palermo 2013. V rozhodujícím střetnutí zdolaly česká dvojčata Karolínu a Kristýnu Plíškovy.
V polském týmu Billie Jean King Cupu debutovala v roce 2009 utkáním základního bloku 1. skupiny zóny Evropy a Afriky proti Rumunsku, v němž přes prohru s Monicou Niculescuovou Polky vyhrály 2:1 na zápasy. Do listopadu 2024 v soutěži nastoupila k devíti mezistátním utkáním s bilancí 4–5 ve dvouhře a 3–1 ve čtyřhře.

## Finále na okruhu WTA Tour

### Čtyřhra: 14 (4–10)
| Legenda                                      |
| -------------------------------------------- |
| Grand Slam (0)                               |
| Turnaj mistryň (0)                           |
| Premier Mandatory & Premier 5 / WTA 1000 (0) |
| Premier / WTA 500 (1–0)                      |
| International / WTA 250 (3–10)               |

| Stav       | č.  | datum             | turnaj                 | kategorie     | povrch | spoluhráčka             | soupeřky ve finále                         | výsledek         |
| ---------- | --- | ----------------- | ---------------------- | ------------- | ------ | ----------------------- | ------------------------------------------ | ---------------- |
| Finalistka | 1.  | 12. června 2011   | Kodaň, Dánsko          | International | tvrdý  | Kristina Mladenovicová  | Johanna Larssonová Jasmin Wöhrová          | 6–3, 6–3         |
| Vítězka    | 1.  | 13. července 2013 | Palermo, Itálie        | International | antuka | Kristina Mladenovicová  | Karolína Plíšková Kristýna Plíšková        | 6–1, 5–7, [10–8] |
| Finalistka | 2.  | 27. dubna 2014    | Marrákeš, Maroko       | International | antuka | Maryna Zanevská         | Garbiñe Muguruzaová Romina Oprandiová      | 6-4, 2-6, [9-11] |
| Finalistka | 3.  | 17. července 2016 | Bukurešť, Rumunsko     | International | antuka | Alexandra Cadanțuová    | Jessica Mooreová Varatčaja Vongteančajová  | 3–6, 6–7(5–7)    |
| Finalistka | 4.  | 25. července 2021 | Gdyně, Polsko          | WTA 250       | antuka | Kateryna Bondarenková   | Anna Danilinová Lidzija Marozavová         | 3–6, 2–6         |
| Finalistka | 5.  | 7. srpna 2021     | Kluž, Rumunsko         | WTA 250       | antuka | Majar Šarífová          | Natela Dzalamidzeová Kaja Juvanová         | 3–6, 4–6         |
| Finalistka | 6.  | 18. července 2022 | Budapešť, Maďarsko     | WTA 250       | antuka | Kimberley Zimmermannová | Jekatěrine Gorgodzeová Oxana Kalašnikovová | 6–1, 4–6, [6–10  |
| Finalistka | 7.  | 8. dubna 2023     | Bogota, Kolumbie       | WTA 250       | antuka | Oxana Kalašnikovová     | Irina Chromačovová Iryna Šymanovičová      | 1–6, 6–3, [6–10] |
| Vítězka    | 2.  | 23. července 2023 | Budapešť, Maďarsko     | WTA 250       | antuka | Fanny Stollárová        | Jessie Aneyová Anna Sisková                | 6–2, 4–6, [10–4] |
| Finalistka | 8.  | 30. července 2023 | Varšava, Polsko        | WTA 250       | tvrdý  | Weronika Falkowská      | Heather Watsonová Yanina Wickmayerová      | 4–6, 4–6         |
| Vítězka    | 3.  | 21. července 2024 | Budapešť, Maďarsko (2) | WTA 250       | antuka | Fanny Stollárová        | Anna Danilinová Irina Chromačovová         | 6–3, 3–6, [10–3] |
| Finalistka | 9.  | 27. října 2024    | Kanton, Čína           | WTA 250       | tvrdý  | Fanny Stollárová        | Kateřina Siniaková Čang Šuaj               | 4–6, 1–6         |
| Finalistka | 10. | 3. listopadu 2024 | Ťiou-ťiang, Čína       | WTA 250       | tvrdý  | Fanny Stollárová        | Kuo Chan-jü Mojuka Učidžimová              | 6–7(5–7), 5–7    |
| Vítězka    | 4.  | březen 2025       | Mérida, Mexiko         | WTA 500       | tvrdý  | Majar Šarífová          | Anna Danilinová Irina Chromačovová         | 7–6(7–2), 7–5    |

## Finále série WTA 125

### Čtyřhra: 7 (2–5)
| Legenda       |
| ------------- |
| WTA 125 (2–5) |

| Stav       | č. | datum       | turnaj                  | povrch | spoluhráčka         | soupeřky ve finále                         | výsledek         |
| ---------- | -- | ----------- | ----------------------- | ------ | ------------------- | ------------------------------------------ | ---------------- |
| Finalistka | 1. | září 2021   | Karlsruhe, Německo      | antuka | Majar Šarífová      | Irina Baraová Jekatěrine Gorgodzeová       | 3–6, 6–2, [7–10] |
| Finalistka | 2. | duben 2023  | San Luis Potosí, Mexiko | antuka | Oxana Kalašnikovová | Aliona Bolsovová Andrea Gámizová           | 6–7(5–7), 4–6    |
| Finalistka | 3. | červen 2023 | Gaiba, Itálie           | tráva  | Weronika Falkowská  | Han Na-re Čang Su-džong                    | 3–6, 6–3, [6–10] |
| Finalistka | 4. | březen 2024 | San Luis Potosí, Mexiko | antuka | Laura Pigossiová    | Anna Bondárová Tamara Zidanšeková          | bez boje         |
| Finalistka | 5. | květen 2024 | Lleida, Španělsko       | antuka | Majar Šarífová      | Nicole Melichar-Martinezová Ellen Perezová | 5–7, 2–6         |
| Vítězka    | 2. | červen 2024 | Valencie, Španělsko     | antuka | Fanny Stollárová    | Angelica Moratelliová Renata Zarazúová     | 6–1, 4–6, [10–8] |
| Vítězka    | 2. | září 2024   | Guadalajara, Mexiko     | tvrdý  | Fanny Stollárová    | Angelica Moratelliová Sabrina Santamariová | 6–4, 7–5         |

## Finále na okruhu ITF
| Dotace turnajů okruhu ITF | Dotace turnajů okruhu ITF |
| ------------------------- | ------------------------- |
| 100 000 $ tournaments     | 80 000 $ tournaments      |
| 75 000 $ tournaments      | 60 000 $ tournaments      |
| 50 000 $ tournaments      | 25 000 $ tournaments      |
| 15 000 $ tournaments      | 10 000 $ tournaments      |

### Dvouhra: 20 (8–12)
| Stav       | č.  | datum              | turnaj                          | povrch      | soupeřka ve finále    | výsledek           |
| ---------- | --- | ------------------ | ------------------------------- | ----------- | --------------------- | ------------------ |
| Finalistka | 1.  | 14. května 2007    | Michalovce, Slovensko           | antuka      | Kristína Kučová       | 6–2, 3–6, 4–6      |
| Vítězka    | 2.  | 13. srpna 2007     | Bielefeld, Německo              | antuka      | Dominice Ripollová    | 3–6, 6–3, 6–4      |
| Vítězka    | 3.  | 17. března 2008    | Ain Alsoukhna, Egypt            | antuka      | Irina-Camelia Beguová | 7–6(7), 6–4        |
| Vítězka    | 4.  | 24. března 2008    | Káhira, Egypt                   | antuka      | Bibiane Schoofsová    | 6–1, 6–3           |
| Vítězka    | 5.  | 10. listopadu 2008 | Jersey, Spojené království      | tvrdý       | Stefania Boffová      | 6–2, 6–2           |
| Finalistka | 6.  | 6. července 2009   | Brusel, Belgie                  | antuka      | Maryna Zanevská       | 6–0, 5–7, 5–7      |
| Vítězka    | 7.  | 15. března 2010    | Bath, Spojené království        | tvrdý       | Lenka Juríková        | 6–2, 7–6(6)        |
| Vítězka    | 8.  | 9. srpna 2010      | Koksijde, Belgie                | antuka      | Kiki Bertensová       | 6–4, 6–4           |
| Finalistka | 9.  | 5. září 2011       | Alphen aan den Rijn, Nizozemsko | antuka      | Stephanie Vogtová     | 2–6, 4–6           |
| Finalistka | 10. | 20. února 2012     | Tallinn, Estonsko               | tvrdý (h)   | Anett Kontaveitová    | 5–7, 4–6           |
| Finalistka | 11. | 12. března 2012    | Bath, Spojené království        | tvrdý       | Tereza Smitková       | 6–4, 2–6, 1–6      |
| Finalistka | 12. | 27. května 2013    | Grado, Itálie                   | antuka      | Yvonne Meusburgerová  | 2–6, 7–6(2), 3–6   |
| Finalistka | 13. | 7. července 2013   | Toruň, Polsko                   | antuka      | Paula Kaniová         | 4–6, 4–6           |
| Finalistka | 14. | 21. července 2013  | Olomouc, Česko                  | antuka      | Polona Hercogová      | 0–6, 3–6           |
| Finalistka | 15. | 10. srpna 2013     | İzmir, Turecko                  | tvrdý       | Ana Vrljićová         | 1–6, 3–6           |
| Vítězka    | 16. | 25. května 2015    | Grado, Itálie                   | antuka      | Kristína Schmiedlová  | 6–3, 6–0           |
| Finalistka | 17. | srpen 2016         | Bagnatica, Itálie               | antuka      | Martina Trevisanová   | 1–6, 7–5, 5–7      |
| Vítězka    | 18. | leden 2017         | Orlando, Spojené státy          | antuka      | Sofia Keninová        | 6–7(4–7), 6–2, 6–4 |
| Finalistka | 19. | listopad 2017      | Zawada, Polsko                  | koberec (h) | Deborah Chiesaová     | 2–6, 6–4, 4–6      |
| Finalistka | 20. | červenec 2018      | Horb, Německo                   | antuka      | Katharina Gerlachová  | 6–4, 3–6, 6–7(4–7) |

### Čtyřhra (25 titulů)
| Č.  | datum             | turnaj                         | povrch      | spoluhráčka              | poražené finalistky                            | výsledek            |
| --- | ----------------- | ------------------------------ | ----------- | ------------------------ | ---------------------------------------------- | ------------------- |
| 1.  | 6. května 2008    | Michalovce, Slovensko          | antuka      | Lenka Juríková           | Romana Tabaková Nikola Vajdová                 | 6–1, 6–1            |
| 2.  | 30. září 2008     | Franqueses, Španělsko          | tvrdý       | Aleksandra Josifoská     | Bojana Borovnicová Cristina Sánchez-Quintanar  | 6–3, 2–6, [10–3]    |
| 3.  | 17. března 2010   | Bath, Spojené království       | tvrdý       | Malou Ejdesgaardová      | Jade Curtisová Anna Fitzpatricková             | 6–3, 6–2            |
| 4.  | 13. června 2011   | Padova, Itálie                 | antuka      | Kristina Mladenovicová   | Iryna Burjačoková Réka Luca Janiová            | 6–4, 6–3            |
| 5.  | 10. října 2011    | Sant Cugat, Španělsko          | antuka      | Jana Čepelová            | Leticia Costas-Moreir Inés Ferrerová Suárezová | 6–3, 2–6, [10–6]    |
| 6.  | 14. května 2012   | Caserta, Itálie                | antuka      | Romana Tabaková          | Viktorija Golubicová Aleksandra Krunićová      | 6–2, 6–4            |
| 7.  | 25. června 2012   | Ystad, Švédsko                 | antuka      | Magda Linetteová         | Oxana Kalašnikovová Lenka Wienerová            | 6–3, 6–3            |
| 8.  | 10. září 2012     | Sofie, Bulharsko               | antuka      | Barbara Sobaszkiewicz    | Marina Melnikovová Ioana Raluca Olaruová       | 7–5, 6–1            |
| 9.  | 17. září 2012     | Dobrich, Bulharsko             | antuka      | Barbara Sobaszkiewiczová | Lisa Sabinová Anne Schäferová                  | 6–2, 7–5            |
| 10. | 15. října 2012    | Sevilla, Španělsko             | antuka      | Paula Kaniová            | Aleksandrina Najdenovová Teliana Pereirová     | 5–7, 6–4, [10–6]    |
| 11. | 5. listopadu 2012 | Equeurdreville, Francie        | tvrdý       | Magda Linetteová         | Amra Sadikovićová Ana Vrljićová                | 6–4, 7–6(4)         |
| 12. | 17. prosince 2012 | Ankara, Turecko                | tvrdý       | Magda Linetteová         | Iryna Burjačoková Valerija Solovjovová         | 6–2, 6–2            |
| 13. | 22. dubna 2013    | Tunis, Tunisko                 | antuka      | Aleksandra Krunićová     | Réka Luca Janiová Jevgenija Paškovová          | 6–2, 3–6, [10–7]    |
| 14. | 5. srpna 2013     | Smyrna, Turecko                | tvrdý       | Aleksandra Krunićová     | Kristi Boxxová Abigail Guthrieová              | 6–2, 6–2            |
| 15. | 19. února 2016    | Perth, Austrálie               | tvrdý       | Tammi Pattersonová       | Han Na-lae Jang Su-jeong                       | 4–6, 6–2, [10–3]    |
| 16. | červen 2016       | Padova, Itálie                 | antuka      | Alice Matteucciová       | Cristina Dinuová Lina Gjorcheská               | 2–6, 7–6(1), [10–8] |
| 17. | červen 2016       | Řím, Itálie                    | antuka      | Claudia Giovineová       | Andrea Gámizová Réka Luca Janiová              | 6–3, 3–6, [10–7]    |
| 18. | únor 2018         | Altenkirchen, Německo          | koberec (h) | Diāna Marcinkēvičová     | Valentini Grammatikopoulou Maryna Zanevská     | bez boje            |
| 19. | září 2018         | Óbidos, Portugalsko            | koberec     | Valeria Savinychová      | Mariam Bolkvadzeová Ines Murtová               | 6–3, 6–2            |
| 20. | říjen 2018        | Cherbourg-en-Cotentin, Francie | tvrdý (h)   | Barbora Štefková         | Alicia Barnettová Eden Silvaová                | 6–2, 6–1            |
| 21. | duben 2019        | Jackson, Spojené státy         | antuka      | Katarzyna Kawaová        | Hanna Chang Caitlin Whoriskeyová               | 7–5, 6–1            |
| 22. | červenec 2019     | Bytom, Polsko                  | antuka      | Dalma Gálfiová           | Maryna Černyšovová Darja Lodikovová            | 6–4, 6–0            |
| 23. | únor 2020         | Káhira, Egypt                  | tvrdý       | Aleksandra Krunićová     | Arantxa Rusová Majar Šarífová                  | 6–4, 6–2            |
| 24. | září 2020         | Saint-Malo, Francie            | antuka      | Paula Kaniová            | Magdalena Fręchová Viktorija Golubicová        | 6–2, 6–4            |
| 25. | duben 2022        | Oeiras, Portugalsko            | antuka      | Kimberley Zimmermannová  | Natalija Stevanovićová Katharina Gerlachová    | 6–1, 6–1            |
| 26. | srpen 2024        | Maspalomas, Španělsko          | antuka      | Fanny Stollárová         | Angelica Moratelliová Sabrina Santamariová     | 6–4, 6–2            |